# Griva de Sri Lanka
La griva de Sri Lanka (Zoothera imbricata) és un ocell de la família dels túrdids (Turdidae).

## Hàbitat i distribució
Sibley

## Taxonomia
Considerada antany una subespècie de Zoothera aurea a la classificació del Congrés Ornotològic Internacional versió 11.1 figura com una espècie de ple dret.